# Édouard Chatton
Édouard Pierre Léon Chatton (* 11. Oktober 1883 in  Romont; † 23. April 1947 in Banyuls-sur-Mer) war ein französischer Biologe. Sein offizielles botanisches Autorenkürzel lautet „Chatton“.

## Leben
Chatton ging in Belfort zur Schule und erwarb 1905 sein Lizenziat in Biologie an der Sorbonne mit einer Arbeit über einen vielzelligen Parasiten (Péridinien) von marinen Copepoden, später Gegenstand seiner Dissertation (1919). Schon damals forschte er am Meersforschungslabor Arago in Banyuls-sur-mer. Er war 1907 bis 1919 am Institut Pasteur unter Félix Mesnil (1869–1938), wobei er sich unter anderem mit parasitären Flagellaten in Insekten befasste und später unter Charles Nicolle mit Tropenkrankheiten (Leishmaniose, Toxoplasmose). Er nahm ab 1914 als Soldat am Ersten Weltkrieg teil, in dem er 1915 als Unterleutnant der tunesischen Kolonialtruppen im Artois verwundet wurde und danach in Tunesien stationiert war. Er erhielt das Croix de Guerre und wurde 1920 Ritter der Ehrenlegion (für militärische Leistungen).  1918 war er am Institut Pasteur in Tunis. 1919 wurde er promoviert. Danach war er Maître de conférences an der Universität Straßburg und 1922 Professor für allgemeine Biologie. 1927 wurde er Direktor des Instituts für Zoologie und allgemeine Biologie der Universität Straßburg und 1930 wurde er Leiter des Labors für Protistologie an der École pratique des hautes études in Paris. Im selben Jahr war er mit einem Rockefeller-Stipendium in den USA. Ab 1932 lehrte er an der Universität Montpellier und leitete das Meeresforschungslabor in Sète. 1937 wurde er Professor für Meeresbiologie an der Sorbonne und Direktor der Meeresforschungslaboratorien Arago in Banyuls-sur-Mer  und desjenigen in Villefranche-sur-Mer. Seit 1933 war er korrespondierendes Mitglied der Académie des sciences.
Er hatte ab 1932 eine Ehrenprofessur in Straßburg und ab 1937 in Montpellier. 1928 war er Präsident der Société zoologique de France, deren Sekretär er 1908 bis 1919 war. 1912 wurde er Mitglied der Société de pathologie exotique. 1922 erhielt er den Prix Monbinne der Académie nationale de Médecin. Zur Hundertjahrfeier zu Ehren von Louis Pasteur in Straßburg 1923 war er Leiter der Sektion Tropenmedizin. 1925 wurde er Präsident des Office central de faunistique.
Chatton befasste sich zunächst mit einzelligen Parasiten im Menschen wie Trypanosomen, später mit marinen Einzellern wie Dinoflagellaten und Wimpertierchen. Er beschrieb rund 60 neue Gattungen und über 150 neue Arten von Protozoen. Von ihm stammen rund 240 wissenschaftliche Veröffentlichungen.
Ab 1921 war der spätere Nobelpreisträger André Lwoff sein Schüler und sie arbeiteten bis zum Tod von Chatton zusammen. 1930/31 war auch Jacques Monod in seinem Labor.
1925 führte er die Unterscheidung von Prokaryoten und Eukaryoten ein. Das fand aber erst in den 1960er Jahren größere Aufmerksamkeit (durch den Einfluss von Lwoff, Roger Stanier (1916–1982) und anderen).
Er war seit 1908 verheiratet und hatte zwei Kinder.